# Joe Price
Joseph Paul Price, (nacido el 18 de julio de 1963 en Marion, Indiana) es un exjugador de baloncesto estadounidense. Con 1.96 de estatura, su puesto natural en la cancha era el de alero.

## Trayectoria
- Universidad de Notre Dame (1985-1986)
- Liga de Suiza (1990-1991)
- Liévin Basket 62 (1993-1995)
- Caen BC (1995-1996)
- Club Ourense Baloncesto (1996-1997)
- Tally Oberelchingen (1997-1998)
- Brandt Hagen (1997-1998)
- DJK Oliver Wurzburg (1998-1999)
- BBC Monthey(1999-2000)
- Saint-Quentin Basket-Ball (1999)
- RBC Verviers-Pepinster (2000)